# Feldbach
Feldbach é uma comuna francesa na região administrativa de Grande Leste, no departamento Alto Reno. Estende-se por uma área de 4,99 km². Em 2010 a comuna tinha 463 habitantes (densidade: 92,8 hab./km²).